# Comănești
Comănești is een stad (oraș) in het Roemeense district Bacǎu. De stad telt 19.568 inwoners (2011).
Steden met gemeentestatus: Bacău · Moinești · Onești

Steden zonder gemeentestatus: Buhuși · Comănești · Dărmănești · Slănic-Moldova · Târgu Ocna